# Hóa Trung
Hóa Trung là một xã thuộc huyện Đồng Hỷ, tỉnh Thái Nguyên, Việt Nam.

## Địa lý
Xã Hóa Trung nằm ở phía tây huyện Đồng Hỷ, có tuyến quốc lộ 1B chạy qua địa bàn và có vị trí địa lý:
- Phía đông giáp thị trấn Sông Cầu và xã Khe Mo
- Phía tây giáp thị trấn Hóa Thượng và xã Minh Lập
- Phía nam giáp xã Hóa Thượng
- Phía bắc giáp xã Quang Sơn và xã Tân Long.

Xã Hóa Trung có diện tích 11,42 km², dân số năm 1999 là 3.952 người, mật độ dân số đạt 346 người/km².

## Lịch sử
Sau năm 1975, Hóa Trung là một xã thuộc huyện Đồng Hỷ.
Đến năm 2018, xã Hóa Trung được chia thành 13 xóm: Cầu Mánh, Đồng Chăn, Đồng Tẻ, Hang Cô, La Đành,Đội 13, La Thông, La Vương, Làng Lậm, Mới, Phúc Thành, Na Long, Trung Thần.
Ngày 8 tháng 12 năm 2018, sáp nhập xóm Cầu Mánh vào xóm Trung Thần, sáp nhập xóm Đồng Tẻ vào xóm La Vương, sáp nhập xóm Mới vào xóm La Đành, sáp nhập hai xóm Đồng Chăn và Hang Cô vào xóm La Thông.

## Hành chính
Xã Hóa Trung được chia thành 7 xóm: La Đành, La Thông, La Vương, Làng Lậm, Phúc Thành, Na Long, Trung Thần.

## Kinh tế - xã hội
Hiện nay, ngành kinh tế xã phụ thuộc chủ yếu vào các mỏ khai thác tài nguyên và các nhà máy trên địa bàn xã.
Hóa Trung là một trong những xã trồng cây vải thiều ở huyện Đồng Hỷ.

## Danh nhân
Tiến sĩ Dương Ức, quê ở xã Hóa Trung, đỗ tiến sĩ khoa thi năm Tân Sửu 1541.